# 打苴河
打苴河，位于中国云南省楚雄市东部，是瓦拖河（草堵河）左岸支流，发源于楚雄市苍岭镇黄草村委会白家田，向东南流经西云村、子午镇打苴村，于厂打西南汇入瓦拖河。河长36.3千米，流域面积274.9平方千米。